# Léwisie de Siskiyou
Espèce
Classification APG III (2009)
La Léwisie du Siskiyou (Lewisia cotyledon) est une espèce de plante à fleurs de la famille des Portulacaceae selon la classification classique de Cronquist (1981) ou des Montiaceae selon la classification phylogénique.

## Répartition
Lewisia cotyledon est originaire de l'ouest des États-Unis (sud de l'Oregon et nord de la Californie) et de la Colombie-Britannique, où elle pousse dans des rocailles de montagne.

## Description
C'est une plante vivace de type succulente à racine pivotante et caudex.
Elle produit une rosette de nombreuses feuilles persistantes, épaisses, charnues, lancéolées, obtuses ou pointues à bout et bords lisses, mesurant de 2 à 10 centimètres de long.
Les inflorescences en corymbes se composent de plusieurs tiges mesurant jusqu'à environ 30 centimètres de haut, chaque tige portant jusqu'à 50 fleurs.
Les fleurs apparaissant au printemps ont de 7 à 13 pétales, chacun d'eux mesurant jusqu'à environ 1,5 cm de long de forme ovale. Selon les cultivars, les pétales peuvent être mauves, roses, blancs, jaunes ou orange rayés de veines plus sombres.
Les fruits sont de petites capsules déhiscentes contenant de nombreuses graines noires (mais les hybrides sont souvent stériles).

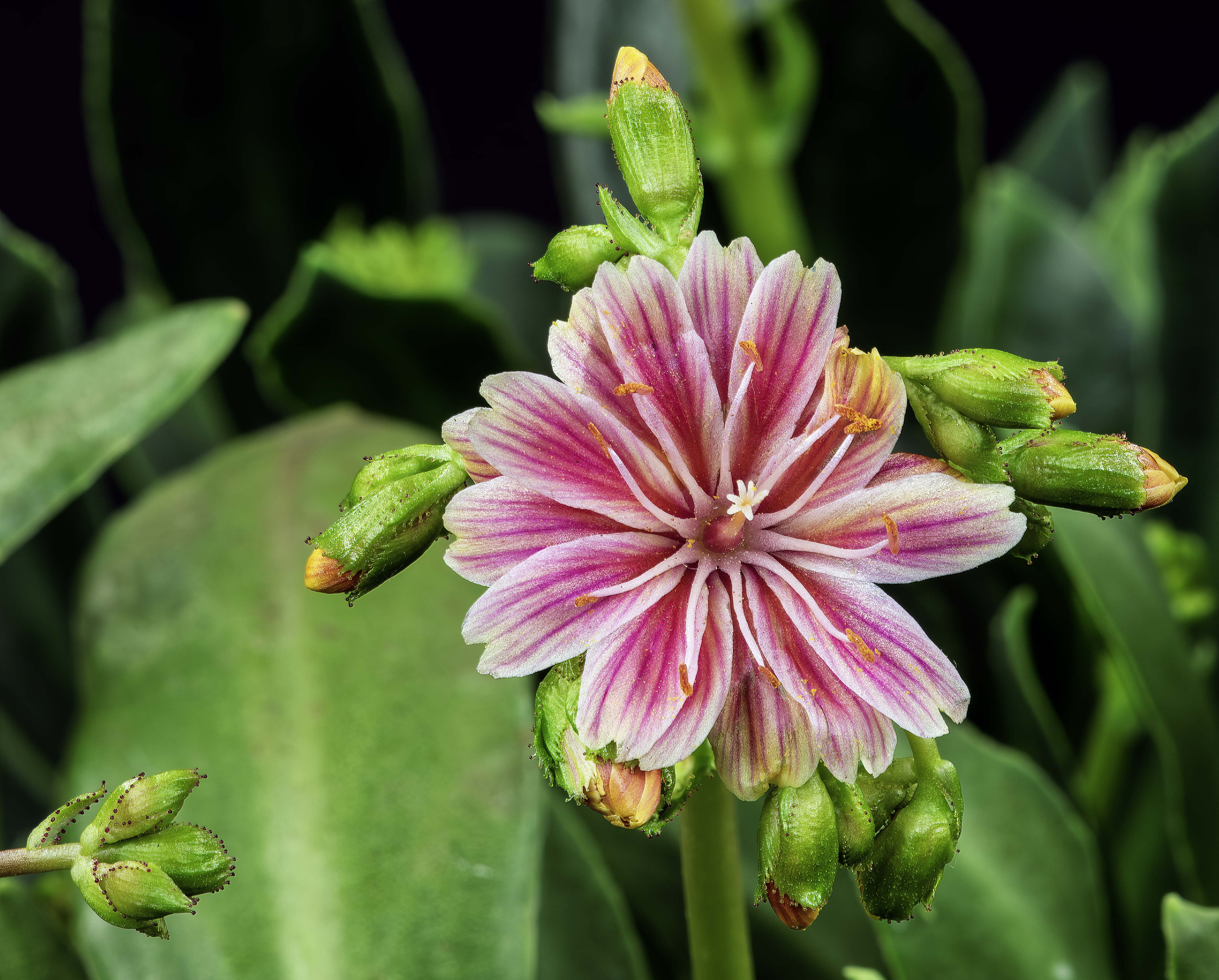
Fleur et boutons.
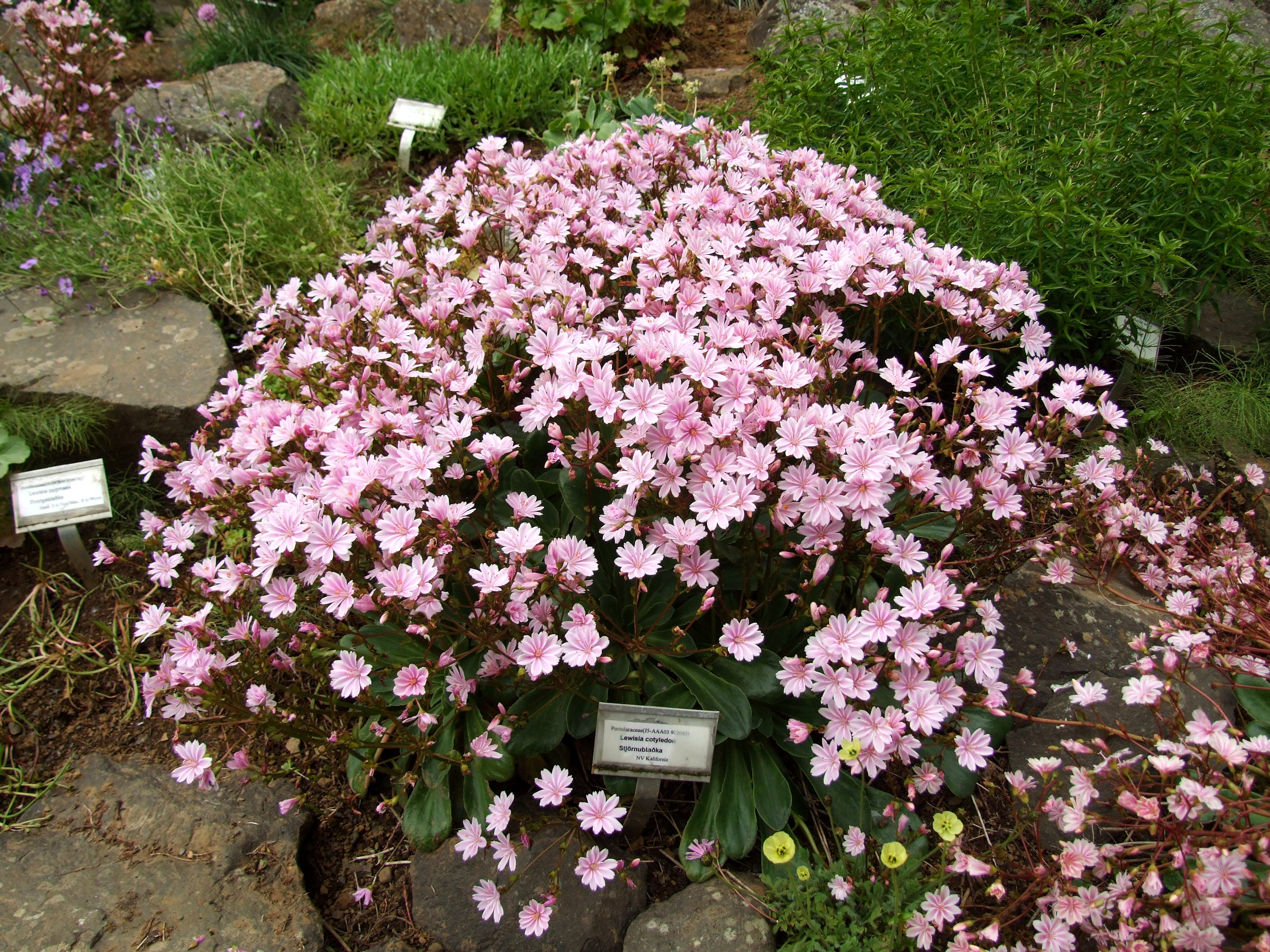
Sur un plant bien installé, la floraison peut être très importante.

## Récompense
Cette plante a gagné un "award of merit" de la Royal Horticultural Society.

## Culture
Lewisia cotyledon est une plante de plein soleil ou mi-ombre qui apprécie les sols riches, sableux et bien drainés dans lesquels elle pourra supporter des températures allant jusqu'à -15 °C. En terrain trop humide, elle peut être sensible à la pourriture grise mais elle a besoin de froid en hiver pour bien fleurir au printemps. Pour éviter le trop plein d'humidité, il est parfois conseillé de la planter sur le haut d'une petite butte sablonneuse.
Elle pousse très bien en pot et pourra donc décorer joliment terrasses et balcons au printemps. On pourra l'associer avec des bulbes estivaux pour avoir une floraison plus étalée.
Elle se multiplie par semis (pas forcément fidèle au cultivar d'origine), division de souche en prélevant les rosettes latérales ou bouturage de feuille.
En massif, on peut l'associer au myosotis qui fera ressortir ses couleurs.
Veiller à protéger la plante des limaces et escargots qui l'apprécient.

## Galerie

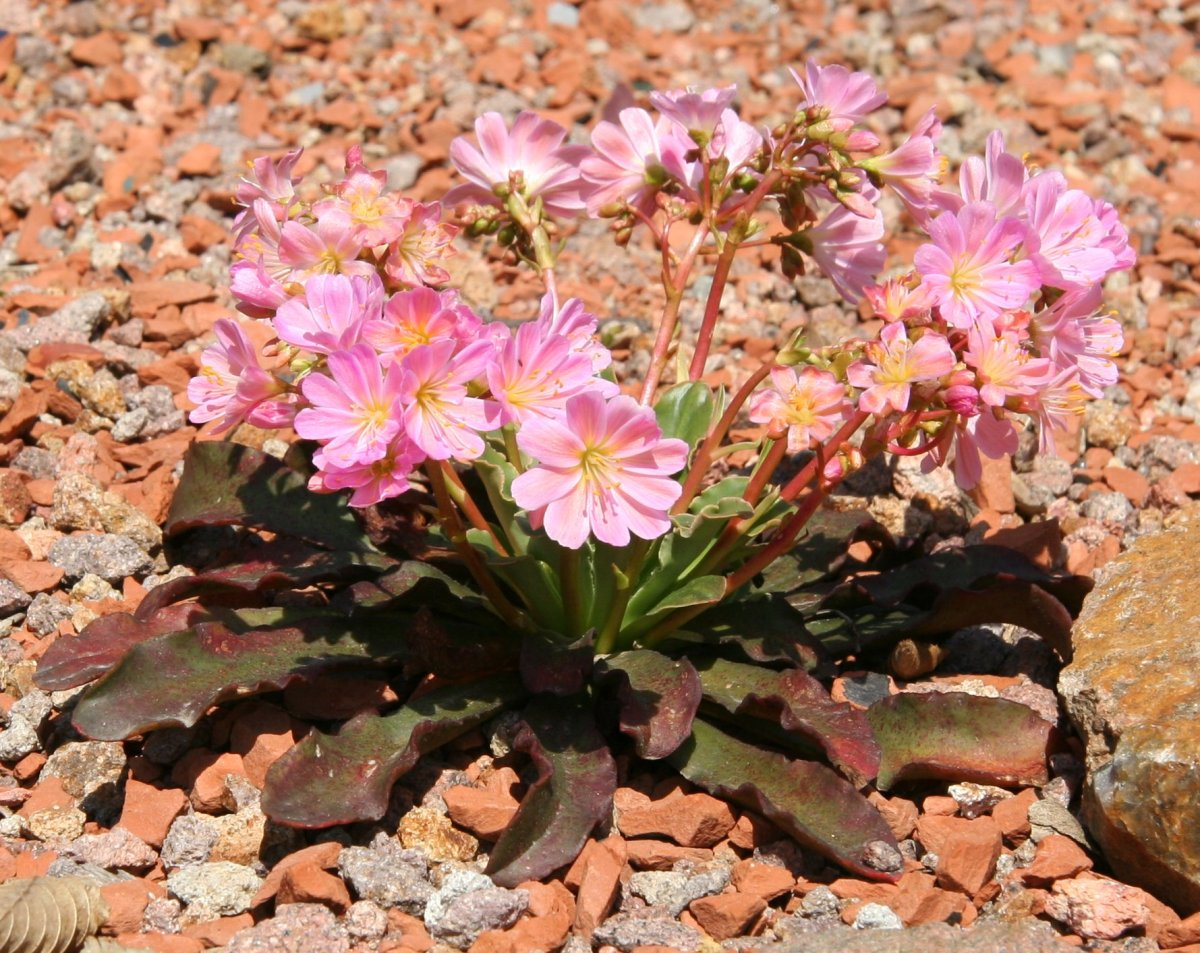
Fleur et feuilles
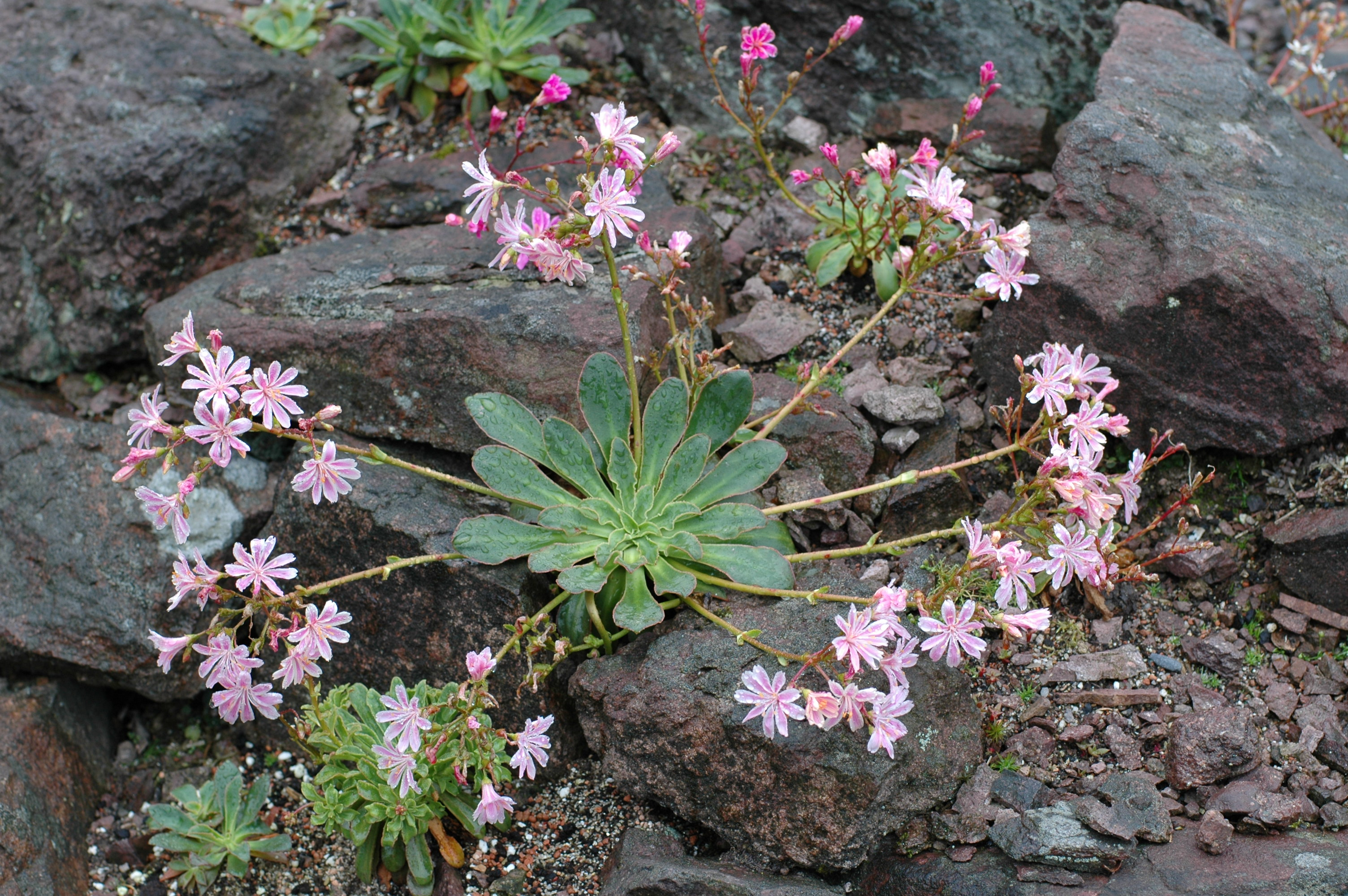
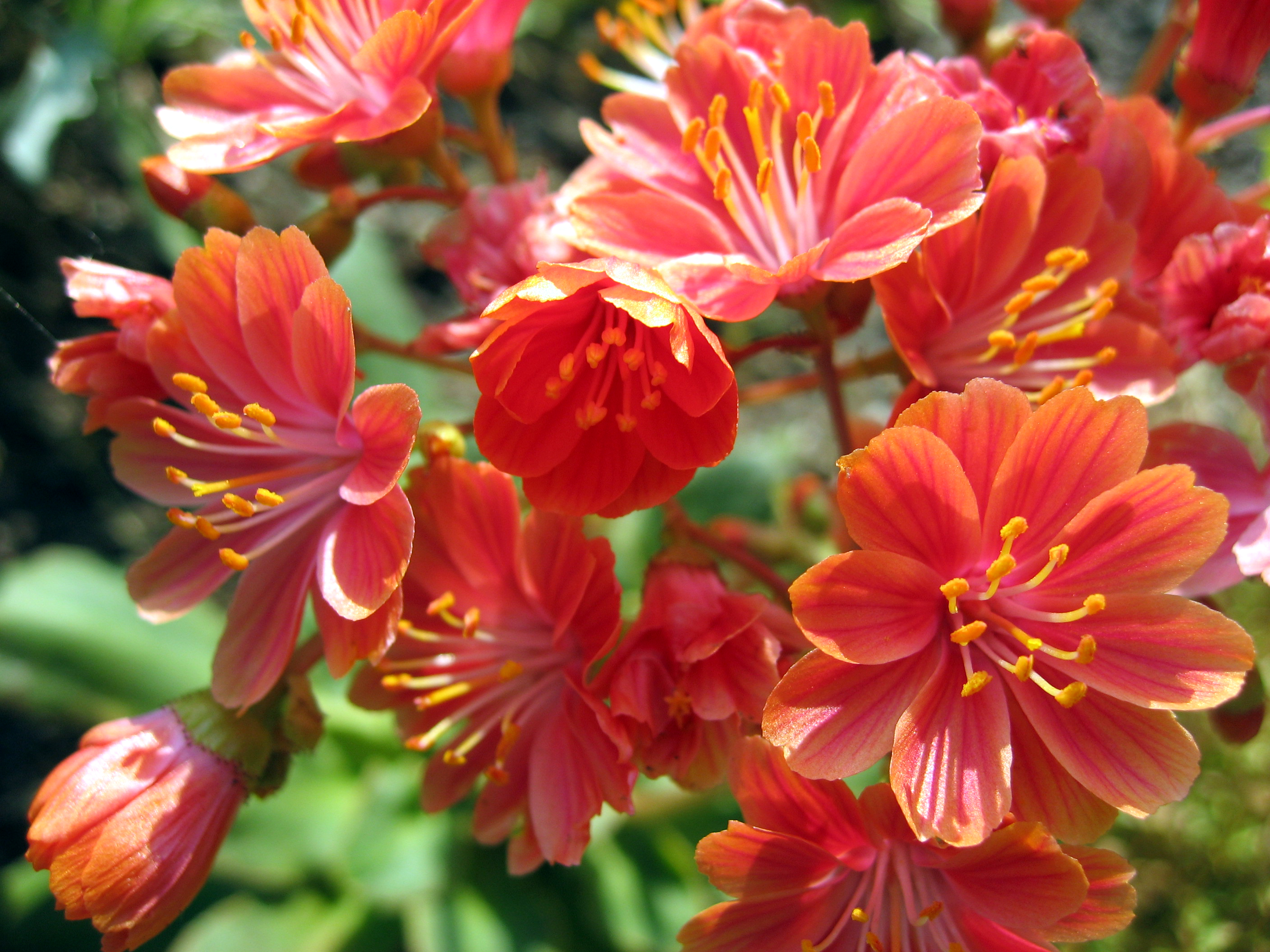